# 蠟燭的歷史

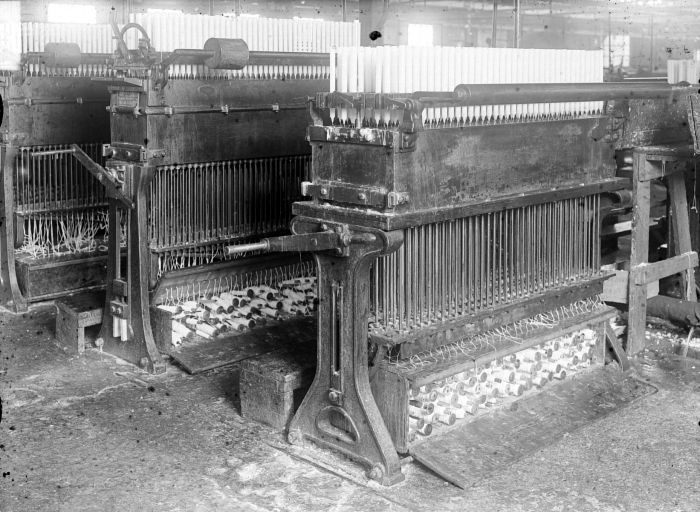
1920年在印度尼西亚的蠟燭製作機

蠟燭在歷史上是由多個國家獨立開發製作。蠟燭最早大約在西元前5世紀的時候由羅馬人以牛脂製成；中國最早的鯨脂證據可以追溯到秦朝；在印度，煮沸的肉桂被用於寺廟蠟燭。